# Дрожь земли (кинофраншиза)
«Дрожь земли» (англ. Tremors) — кинофраншиза, состоящая из серии американских комедийных фильмов ужасов о монстрах и побочного телесериала, сюжет которого сосредоточен вокруг атак подземных червеобразных существ, известных как Грабоиды. Эта серия началась в 1990 году с выхода фильма «Дрожь земли», который породил серию фильмов, предназначенных для прямой трансляции на видео, и титульный телесериал. В 2017 году на Syfy был заказан второй телесериал, и был снят пилотный сериал, но в конечном итоге проект был закрыт.

## Фильмы
| Фильмы                             | Дата выхода в США    | Режиссеры     | Сценаристы                               | Сюжет                                        | Продюсеры                                  |
| ---------------------------------- | -------------------- | ------------- | ---------------------------------------- | -------------------------------------------- | ------------------------------------------ |
| Дрожь земли                        | 19 января 1990 года  | Рон Андервуд  | Брент Мэддок и С. С. Уилсон              | Рон Андервуд, Брент Мэддок и С. С. Уилсон    | Гейл Энн Херд, Брент Мэддок и С. С. Уилсон |
| Дрожь земли 2: Повторный удар      | 9 апреля 1996 года   | С. С. Уилсон  | Брент Мэддок и С. С. Уилсон              | Брент Мэддок и С. С. Уилсон                  | Нэнси Робертс и Кристофер ДеФариа          |
| Дрожь земли 3                      | 2 октября 2001 года  | Брент Мэддок  | Джон Велпли                              | Брент Мэддок, С. С. Уилсон и Нэнси Робертс   | С. С. Уилсон и Нэнси Робертс               |
| Дрожь земли 4: Легенда начинается  | 2 января 2004 года   | С. С. Уилсон  | Скотт Бак                                | Брент Мэддок, С. С. Уилсон и Нэнси Робертс   | Нэнси Робертс                              |
| Дрожь земли 5: Кровное родство     | 6 октября 2015 года  | Дон Майкл Пол | Уильям Трусмит, М. А. Дьюс и Джон Уэлпли | Уильям Трусмит, М. А. Дьюс и Си Джей Стребор | Огден Гавански                             |
| Дрожь земли 6: Холодный день в аду | 15 мая 2018 года     | Дон Майкл Пол | Джон Велпли                              | Джон Велпли                                  | Майк Эллиотт                               |
| Дрожь земли 7: Остров крикуна      | 20 октября 2020 года | Дон Майкл Пол | Дон Майкл Пол и Брайан Брайтли           | Брайан Брайтли                               | Тодд Уильямс и Крис Ловенштейн             |

### Дрожь земли(1990)
«Дрожь земли» — американский фильм о монстрах 1990 года, снятый Роном Андервудом по сценарию С. С. Уилсона и Брента Мэддока, с Кевином Бейконом, Фредом Уордом, Финном Картером, Майклом Гроссом и Ребой Макинтайр в главных ролях. Его распространяла Universal Pictures.

### Дрожь земли 2: Повторный удар(1996)
Дрожь земли 2: Повторный удар — продолжение боевика-ужаса 1996 года «Дрожь земли», в котором персонаж Эрла Бассетта, вернувшийся из первого фильма, нанят для борьбы с подземным грабоидным нашествием на мексиканском нефтяном месторождении. Режиссер С. С. Уилсон, в ролях Фред Уорд, Кристофер Гартин, Майкл Гросс и Хелен Шейвер. Он представил новое существо по имени Визгуны.

### Дрожь земли 3(2001)
Дрожь земли 3 — это комедийный фильм о монстрах 2001 года, третий в серии «Дрожь земли», в которой представлены подземные существа-черви, получившие название «Грабоиды». Режиссер Брент Мэддок, в главной роли Майкл Гросс. Как и второй фильм, фильм не был показан в кинотеатрах. Он представил новое существо под названием Эс-Бластер.

### Дрожь земли 4: Легенда начинается(2004)
Дрожь земли 4: Легенда начинается — фильм 2004 года, снятый прямо на видео. Это четвертый фильм из серии фильмов о монстрах «Дрожь земли». Это приквел к более ранним фильмам, в котором Майкл Гросс был предком его оригинального персонажа в первом фильме «Дрожь земли».

### Дрожь земли 5: Кровное родство(2015)
Дрожь земли 5: Кровное родство был произведен в Южной Африке с участием вернувшегося Майкла Гросса и нового партнера по фильму Джейми Кеннеди. В нем также играет Натали Беккер. Фильм был выпущен на Blu-ray, DVD и Digital HD 6 октября 2015 года. Хотя он основан на сценарии, написанном Брентом Мэддоком и С.С. творческого контроля над проектом. Он получил смешанные отзывы.

### Дрожь земли 6: Холодный день в аду(2018)
20 сентября 2016 года Майкл Гросс объявил на своей официальной странице в Facebook, что шестой фильм находится в разработке. Джейми Кеннеди, партнер по фильму «Дрожь земли 5», вернулся вместе с режиссером Доном Майклом Полом. Съемки начались в конце января 2017 года. Фильм был выпущен на DVD и Blu-ray в мае 2018 года.

### Дрожь земли 7: Остров крикуна(2020)
13 декабря 2018 года Майкл Гросс подтвердил, что Universal заказала седьмую запись в сериале и что он вернется к роли, заявив: «Поклонники серии будут рады узнать, что я только что согласился с условиями контракта на седьмой фильм. По моим оценкам, Берт Гаммер начнет свою охоту на грабоидов и других гнусных форм дикой природы осенью 2019 года». 13 ноября 2019 года в Таиланде начались съемки. 26 ноября 2019 года Джон Хедер, Джеки Круз и Ричард Брейк подписались на главные роли вместе с Гроссом. 12 декабря 2019 года Гросс подтвердил, что съемки завершены. В августе 2020 года фильм был известен под рабочим названием Дрожь земли: Остров ярости, пока не получил официальное название Дрожь земли: Остров крикуна. Фильм был выпущен прямо на видео 20 октября 2020 года.

### Будущее
В подкасте с Bloody Disgusting Гросс упомянул, что «часть меня, которая чувствует, что Universal Home Entertainment, возможно, сыта по горло фильмами Дрожь земли», хотя он продолжил, сказав: «Дверь все еще открыта для восьмого фильма Дрожь земли. Это может показаться маловероятным». Судя по тому, что люди видят на экране, но это возможно. Мог бы быть и восьмой. И если бы он был, и если бы это была интересная история, я был бы за нее, потому что Берт всегда доставляет массу удовольствия. Если это произойдет еще через два года, мне будет 75 лет. Так что я буду продолжать надеяться и молиться, чтобы оставаться в форме, делать то, что от меня требуют — если меня спросят". Позже Гросс сказал в Facebook: «Нет никаких гарантий, но для тех, кто вслух задается вопросом, является ли это последним фильмом, я скажу то, что я сказал раньше: Продажи стимулируют продолжение. Шоу-бизнес — это 5 % шоу и 95 % бизнеса, так что если это последнее дополнение к франшизе Дрожь земли хорошо продается, Universal Studios Hollywood последует за деньгами, и Universal Pictures Home Entertainment, возможно, так в оригинале вернется, чтобы получить больше».

## Телевидение

### Дрожь(2003)
Дрожь (англ. Tremors) — это телевизионный побочный продукт франшизы «Дрожь земли», которая изначально транслировалась на Syfy, с одной половиной сезона из 13 серий, которые были показаны до отмены.
| Проект | Сезон | Эпизоды | Впервые выпущен    | Последний выпуск    | Шоураннер     | Канал |
| ------ | ----- | ------- | ------------------ | ------------------- | ------------- | ----- |
| Дрожь  | 1     | 13      | 28 марта 2003 года | 8 августа 2003 года | Нэнси Робертс | Syfy  |

## Актеры и съемочная группа

### Основной состав
| Персонаж                   | Фильмы             | Фильмы                       | Фильмы                            | Фильмы                           | Фильмы                        | Фильмы                            | Фильмы                        | Сериал             |
| Персонаж                   | Дрожь земли        | Дрожь земли2: Повторный удар | Дрожь земли3: Возвращение чудовищ | Дрожь земли4: Легенда начинается | Дрожь земли5: Кровное родство | Дрожь земли6: Холодный день в аду | Дрожь земли7: Остров крикунов | Дрожь              |
| Персонаж                   | 1990 г.            | 1996 г.                      | 2001 г.                           | 2004 г.                          | 2015                          | 2018                              | 2020                          | 2003 г.            |
| -------------------------- | ------------------ | ---------------------------- | --------------------------------- | -------------------------------- | ----------------------------- | --------------------------------- | ----------------------------- | ------------------ |
| Берт Гаммер                | Майкл Гросс        | Майкл Гросс                  | Майкл Гросс                       |                                  | Майкл Гросс                   | Майкл Гросс                       | Майкл Гросс†                  | Майкл Гросс        |
| Хирам Гаммер               |                    |                              |                                   | Майкл Гросс                      |                               |                                   |                               |                    |
| Эрл Бассет                 | Фред Уорд          | Фред Уорд                    |                                   |                                  |                               |                                   |                               |                    |
| Валентайн «Вал» Макки      | Кевин Бейкон       |                              |                                   |                                  |                               |                                   |                               |                    |
| Ронда ЛеБек                | Финн Картер        |                              |                                   |                                  |                               |                                   |                               |                    |
| Хизер Гаммер               | Реба Макинтайр     |                              |                                   |                                  |                               |                                   |                               |                    |
| Нэнси Стернгуд             | Шарлотта Стюарт    |                              | Шарлотта Стюарт                   |                                  |                               |                                   |                               | Марша Страссман    |
| Минди Стернгуд             | Ариана Ричардс     |                              | Ариана Ричардс                    |                                  |                               |                                   |                               | Тинсли Граймс      |
| Мелвин Плагг               | Роберт Джейн       |                              | Роберт Джейн                      |                                  |                               |                                   |                               | Роберт Джейн       |
| Мигель                     | Тони Дженаро       |                              | Тони Дженаро †                    |                                  |                               |                                   |                               |                    |
| Старый Фред                | Майкл Дэн Вагнер † |                              |                                   | Дж. Э. Фриман†                   |                               |                                   |                               |                    |
| Уолтер Чанг                | Виктор Вонг †      |                              |                                   |                                  |                               |                                   |                               |                    |
| Нестор Каннингем           | Ричард Маркус †    |                              |                                   |                                  |                               |                                   |                               |                    |
| Эдгар Димс                 | Саншайн Паркер †   |                              |                                   |                                  |                               |                                   |                               |                    |
| Джим Уоллес                | Конрад Бахманн †   |                              |                                   |                                  |                               |                                   |                               |                    |
| Меган Уоллес               | Биби Беш†          |                              |                                   |                                  |                               |                                   |                               |                    |
| Грейди Гувер               |                    | Кристофер Гартин             |                                   |                                  |                               |                                   |                               |                    |
| Доктор Кейт Райли          |                    | Хелен Шейвер                 |                                   |                                  |                               |                                   |                               |                    |
| Сеньор Ортега              |                    | Марсело Туберт               |                                   |                                  |                               |                                   |                               |                    |
| Хулио                      |                    | Марко Эрнандес †             |                                   |                                  |                               |                                   |                               |                    |
| Педро                      |                    | Хосе Рамон Росарио †         |                                   |                                  |                               |                                   |                               |                    |
| Джек Сойер                 |                    |                              | Шон Кристиан                      |                                  |                               |                                   |                               |                    |
| Джоди Чанг                 |                    |                              | Сьюзан Чуанг                      |                                  |                               |                                   |                               | Лела Ли            |
| Буфорд                     |                    |                              | Билли Рик †                       |                                  |                               |                                   |                               |                    |
| Доктор Эндрю Мерлисс       |                    |                              | Барри Ливингстон †                |                                  |                               |                                   |                               |                    |
| Агент Чарли Раск           |                    |                              | Джон Паппас †                     |                                  |                               |                                   |                               |                    |
| Хуан Педилья               |                    |                              |                                   | Брент Роум                       |                               |                                   |                               |                    |
| Пьонг Чанг                 |                    |                              |                                   | Ло Минг                          |                               |                                   |                               |                    |
| Лу Ван Чанг                |                    |                              |                                   | Лидия Лук                        |                               |                                   |                               |                    |
| Фу Йен Чанг                |                    |                              |                                   | Сэм Ли                           |                               |                                   |                               |                    |
| Миссис Кристин Лорд        |                    |                              |                                   | Сара Ботсфорд                    |                               |                                   |                               |                    |
| Текопа                     |                    |                              |                                   | Август Шелленберг                |                               |                                   |                               |                    |
| Черная рука Келли          |                    |                              |                                   | Билли Драго †                    |                               |                                   |                               |                    |
| Трэвис Велкер              |                    |                              |                                   |                                  | Джейми Кеннеди                | Джейми Кеннеди                    |                               |                    |
| Доктор Нанди Монтабу       |                    |                              |                                   |                                  | Перл Туси                     |                                   |                               |                    |
| Барути                     |                    |                              |                                   |                                  | Реа Рангака                   |                                   |                               |                    |
| Ден Брейверс               |                    |                              |                                   |                                  | Ян Робертс                    |                                   |                               |                    |
| Йохан Дрейер               |                    |                              |                                   |                                  | Брэндон Ауре †                |                                   |                               |                    |
| Эрик ван Вик               |                    |                              |                                   |                                  | Дэниел Дженкс †               |                                   |                               |                    |
| Люсия                      |                    |                              |                                   |                                  | Натали Беккер †               |                                   |                               |                    |
| Таба                       |                    |                              |                                   |                                  | Селло Себотсане †             |                                   |                               |                    |
| Доктор Рита Симс           |                    |                              |                                   |                                  |                               | Таня ван Граан                    |                               |                    |
| Валери Макки               |                    |                              |                                   |                                  |                               | Джеми-Ли Мани                     |                               |                    |
| Акларк                     |                    |                              |                                   |                                  |                               | Кино Ли Гектор                    |                               |                    |
| Свакхамер                  |                    |                              |                                   |                                  |                               | Роб ван Вуурен                    |                               |                    |
| Мак                        |                    |                              |                                   |                                  |                               | Эдриенн Пирс                      |                               |                    |
| Мистер Каттс               |                    |                              |                                   |                                  |                               | Поль дю Туа                       |                               |                    |
| Доктор Чарльз Фереззе      |                    |                              |                                   |                                  |                               | Франческо Нассимбени †            |                               |                    |
| Гео-Тек Варгас             |                    |                              |                                   |                                  |                               | Кристи Перузо †                   |                               |                    |
| Доктор Ди                  |                    |                              |                                   |                                  |                               | Джессика Энсти †                  |                               |                    |
| Джимми                     |                    |                              |                                   |                                  |                               |                                   | Джон Хидер                    |                    |
| Фредди                     |                    |                              |                                   |                                  |                               |                                   | Джеки Круз                    |                    |
| Жасмин «Джас» Велкер       |                    |                              |                                   |                                  |                               |                                   | Кэролайн Лангриш              |                    |
| Анна                       |                    |                              |                                   |                                  |                               |                                   | Кэсси Клэр                    |                    |
| Билл Дэвидсон              |                    |                              |                                   |                                  |                               |                                   | Ричард Брейк †                |                    |
| Мистер Боути               |                    |                              |                                   |                                  |                               |                                   | Сахаяк Бунтанакит †           |                    |
| Ишимон                     |                    |                              |                                   |                                  |                               |                                   | Маноп †                       |                    |
| ирокез                     |                    |                              |                                   |                                  |                               |                                   | Беар Уильямс †                |                    |
| Тайлер Рид                 |                    |                              |                                   |                                  |                               |                                   |                               | Виктор Браун       |
| Розалита Санчес            |                    |                              |                                   |                                  |                               |                                   |                               | Глэдис Хименес     |
| ВД Твичелл                 |                    |                              |                                   |                                  |                               |                                   |                               | Дин Норрис         |
| Харлоу Виннемукка          |                    |                              |                                   |                                  |                               |                                   |                               | Бранскомб Ричмонд  |
| Доктор Клетус Поффенбергер |                    |                              |                                   |                                  |                               |                                   |                               | Кристофер Ллойд    |
| Ларри Норвел               |                    |                              |                                   |                                  |                               |                                   |                               | Джей Ди Уолш       |
| Доктор Кейси Мэтьюз        |                    |                              |                                   |                                  |                               |                                   |                               | Сара Рафферти      |
| Фрэнк                      |                    |                              |                                   |                                  |                               |                                   |                               | Николас Туртурро † |

### Съёмочная группа
| Фильм                            | Съёмочная группа                | Съёмочная группа     | Съёмочная группа     | Съёмочная группа                                                           | Съёмочная группа                                         | Съёмочная группа  | Съёмочная группа |
| Фильм                            | Композиторы                     | Операторы            | Редакторы            | Производственные компании                                                  | Дистрибьюторские компании                                | Продолжительность |                  |
| -------------------------------- | ------------------------------- | -------------------- | -------------------- | -------------------------------------------------------------------------- | -------------------------------------------------------- | ----------------- | ---------------- |
| Дрожь земли                      | Эрнест Троост                   | Александр Гружинский | О. Николас Браун     | Universal Pictures, No Frills Film Productions, Wilson-Maddock Productions | Universal Pictures                                       | 96 минут          |                  |
| Дрожь земли 2:Повторный удар     | Джей Фергюсон                   | Вирджил Л. Харпер    | Боб Дюксей           | MCA/Universal Pictures, Stampede Entertainment                             | MCA/Universal Pictures, MCA Home Entertainment           | 97 минут          |                  |
| Дрожь земли 3                    | Кевин Кинер                     | Вирджил Л. Харпер    | Дрейк Силлиман       | Universal Family and Home Entertainment, Stampede Entertainment            | Universal Family and Home Entertainment                  | 104 минуты        |                  |
| Дрожь земли 4:Легенда начинается | Джей Фергюсон                   | Вирджил Л. Харпер    | Гарри Б. Миллер, III | Stampede Entertainment                                                     | Universal Pictures Home Entertainment                    | 101 минута        |                  |
| Дрожь земли 5:Кровное родство    | Фредерик Видманн                | Майкл Свон           | Ваник Морадян        | Universal 1440 Entertainment                                               | Universal Pictures Home Entertainment, Syfy              | 99 минут          |                  |
| Дрожь земли: Холодный день в аду | Фредерик Видманн и Брейн Мантиа | Хайн де Вос          | Кэмерон Халленбек    | Universal 1440 Entertainment                                               | Universal Studios, Universal Pictures Home Entertainment | 98 минут          |                  |
| Дрожь земли: Остров крикунов     | Фредерик Видманн                | Александр Крумов     | Хит Райан            | Universal 1440 Entertainment                                               | Universal Studios, Universal Pictures Home Entertainment | 103 минуты        |                  |

## Производство
Хотя только первый фильм был снят в Лон-Пайн, Калифорния, в Музее истории кино Лон-Пайн есть выставка, посвященная франшизе. На выставке представлены реквизиты для фильмов, такие как голова грабоида, которая использовалась для прорыва земли, миниатюра рынка Чанга, использованная в Дрожи земли 4: Легенда начинается, и Грабоид, использованный в Дрожи земли 2: Повторный удар.

## Прием
| Фильм               | Rotten Tomatoes  | Metacritic          |
| ------------------- | ---------------- | ------------------- |
| Дрожь земли         | 88 % (51 отзыв)  | 65/100 (13 отзывов) |
| Повторный удар      | 50 % (8 отзывов) |                     |
| Дрожь земли 3       | 80 % (5 отзывов) |                     |
| Легенда начинается  | нет рейтинга     |                     |
| Кровное родство     | 33 % (3 отзыва)  |                     |
| Холодный день в аду | 40 % (5 отзывов) |                     |
| Остров крикунов     | 44 % (9 отзывов) |                     |

### Академия научной фантастики, фэнтези и фильмов ужасов, Награды США
| Награда                                            | Фильм       | Фильм          | Фильм         | Фильм              | Фильм           | Фильм               | Фильм           |
| Награда                                            | Дрожь земли | Повторный удар | Дрожь земли 3 | Легенда начинается | Кровное родство | Холодный день в аду | Остров крикунов |
| -------------------------------------------------- | ----------- | -------------- | ------------- | ------------------ | --------------- | ------------------- | --------------- |
| Лучший научно-фантастический фильм                 | Номинация   |                |               |                    |                 |                     |                 |
| Лучшие спецэффекты                                 | Номинация   |                |               |                    |                 |                     |                 |
| Лучший выпуск домашнего видео                      |             | Номинация      |               |                    |                 |                     |                 |
| Лучшая женская роль второго плана — Финн Картер    | Номинация   |                |               |                    |                 |                     |                 |
| Лучшая женская роль второго плана — Реба Макинтайр | Номинация   |                |               |                    |                 |                     |                 |

### Награды молодымартистам
| Лучшая молодая актриса второго плана в кино — Ариана Ричардс | Номинация |  |  |  |  |  |  |

### Эксклюзивные награды DVD
| Награда                                                       | фильм | фильм | фильм     | фильм     | фильм | фильм               | фильм           |
| Награда                                                       | 1     | 2     | 3         | 4         | 5     | Холодный день в аду | Остров крикунов |
| ------------------------------------------------------------- | ----- | ----- | --------- | --------- | ----- | ------------------- | --------------- |
| Лучший актер — Майкл Гросс                                    |       |       | Выиграл   |           |       |                     |                 |
| Лучшие визуальные эффекты — Линда Дрейк                       |       |       | Номинация |           |       |                     |                 |
| Лучшая женская роль (премьерный фильм на DVD) — Сара Ботсфорд |       |       |           | Номинация |       |                     |                 |

### Звукорежиссер кино, премия USA Awards
| Награда                                | фильм | фильм | фильм     | фильм | фильм | фильм               | фильм           |
| Награда                                | 1     | 2     | 3         | 4     | 5     | Холодный день в аду | Остров крикунов |
| -------------------------------------- | ----- | ----- | --------- | ----- | ----- | ------------------- | --------------- |
| Лучший звуковой монтаж — прямо в видео |       |       | Номинация |       |       |                     |                 |

## Другие СМИ

### Видеоигры
Dirt Dragons — это браузерная игра, связанная с фильмом 2004 года «Дрожь земли 4».
В 2010 году Newgrounds выпустила Tremerz, онлайн-адаптацию 8-битной видеоигры оригинального фильма Дрожь земли.
Universal Movie Tycoon — игра-симулятор городского строительства, выпущенная в 2012 году для iOS, разработанная Fuse Powered Inc. и изданная Bytemark Games, в которой был показан фильм «Дрожь земли».

### Отмененные проекты
Видеоигра Tremors: The Game, основанная на франшизе, была анонсирована в августе 2002 года компанией Rock Solid Studios. Ее выпуск был запланирован на осень 2003 года. Однако летом того же года игра была незаметно отменена.
Во время производства Дрожи земли 2, разрабатывался телесериал по второму фильму Universal Television и Stampede Entertainment. Согласно Stampede, «предпосылка сериала заключалась в том, что после их успеха в борьбе с грабоидами читатели бульварных газет, сторонники НЛО и другое».
28 ноября 2015 года стало известно, что Universal Television и Blumhouse Productions разрабатывают новый телесериал «Дрожь земли» и что Кевин Бэкон впервые сыграет свою роль Валентина Макки в сериале после выхода первого фильма. В сентябре 2016 года на Amazon Prime Video было объявлено, что сериал продвигается вперед, однако в июне 2017 года пилотный проект был перенесен на Syfy. В августе 2017 года было объявлено, что Винченцо Натали будет руководить пилотным проектом, который будет написан шоураннером Эндрю Миллером Съемки проходили с конца октября 2017 года по ноябрь 2017 год. 28 апреля 2018 года было объявлено, что Syfy передала пилотный проект.